# Carolina (nome)
Carolina  è un nome proprio di persona italiano femminile.

## Varianti

### Varianti in altre lingue
- Asturiano: Carulina[4]
- Catalano: Carolina[4]
- Ceco: Karolína[3]
- Croato: Karolina[3]
- Danese: Karolina[3], Karoline[3], Caroline[3]
- Finlandese: Karoliina[3]
- Francese: Caroline[3]
- Galiziano: Carolina
- Inglese: Caroline[3], Carolina[3], Carolin[2], Carolyn[5], Karolyn[5], Carlyn[5]
- Lituano: Karolina[3]
- Macedone: Каролина (Karolina)[3]
- Norvegese: Karolina[3], Karoline[3], Caroline[3]
- Olandese: Caroline[3], Carolien[3]
- Polacco: Karolina[3]
- Portoghese: Carolina[3]
- Russo: Каролина (Carolina)
- Sloveno: Karolina[3]
- Spagnolo: Carolina[3][4]
- Svedese: Karolina[3], Carolina[3], Caroline[3]
- Tedesca: Karolina, Karoline, Carolin, Caroline[3]
- Ungherese: Karolina[3]

### Forme alterate e ipocoristiche
Il nome ha dato origine nelle varie lingue a un gran numero di forme ipocoristiche e, meno frequentemente, alterate. Oltre a Lina, presente sia in italiano sia in diverse altre lingue (anche con alcune varianti), si contano:
- Ceco: Kája[3]
- Danese: Ina[3]
- Inglese: Carry[3], Carrie[3], Karrie[3], Cari[3], Ina[3]
- Norvegese: Ina[3]
- Olandese: Lien[3]
- Polacco: Kaja[3]
- Svedese: Ina[3]
- Tedesco: Ina[3]
- Ungherese: Lili[3]

## Origine e diffusione
È un diminutivo di Carola, a sua volta una variante di Carla. Derivano quindi, in buona sostanza, dal latino medievale Carolus, proveniente dalla radice germanica carl ("uomo", "marito", "maschio", e più avanti "uomo libero"). Il suo significato viene talvolta interpretato come "forte", "valente" o come "donna libera".
L'ampia diffusione del nome (ben maggiore di quella di Carola da cui deriva) è dovuta alla fama di svariate regine, principesse e nobildonne che l'hanno portato. Il nome è portato da due stati degli Stati Uniti, la Carolina del Nord e la Carolina del Sud, che prendono il nome da Carlo I d'Inghilterra.
Tramite abbreviazione dell'inglese Caroline si ottiene il nome Carol (documentato anche come nome maschile, in tal caso direttamente derivato dal latino), che tra il 1936 e il 1950 è stato uno dei dieci nomi più usati per le nuove nate negli Stati Uniti; essa è associata anche al termine inglese carol ("canto natalizio", "inno"), mutuato dal francese antico carole (un tipo di danza), forse dal latino choraula ("danza al suono del flauto", da choraules, "flautista", in ultimo dal greco χορός, khoros, "coro", e αὐλέω, auleo, "suonare il flauto").

## Onomastico
Il nome si può festeggiare il 27 gennaio in memoria di santa Carolina Santocanale, religiosa, fondatrice delle Suore cappuccine dell'Immacolata di Lourdes; vi sono anche due beate così chiamate:
- 9 maggio, beata Karolina Gerhardinger, fondatrice delle Suore scolastiche di Nostra Signora[11]
- 18 novembre, beata Karolina Kózka, vergine e martire a Wał-Ruda, detta "la Maria Goretti polacca"[12]

In alternativa, l'onomastico può essere festeggiato lo stesso giorno del nome Carlo (ossia solitamente il 4 novembre in memoria di san Carlo Borromeo).

## Persone

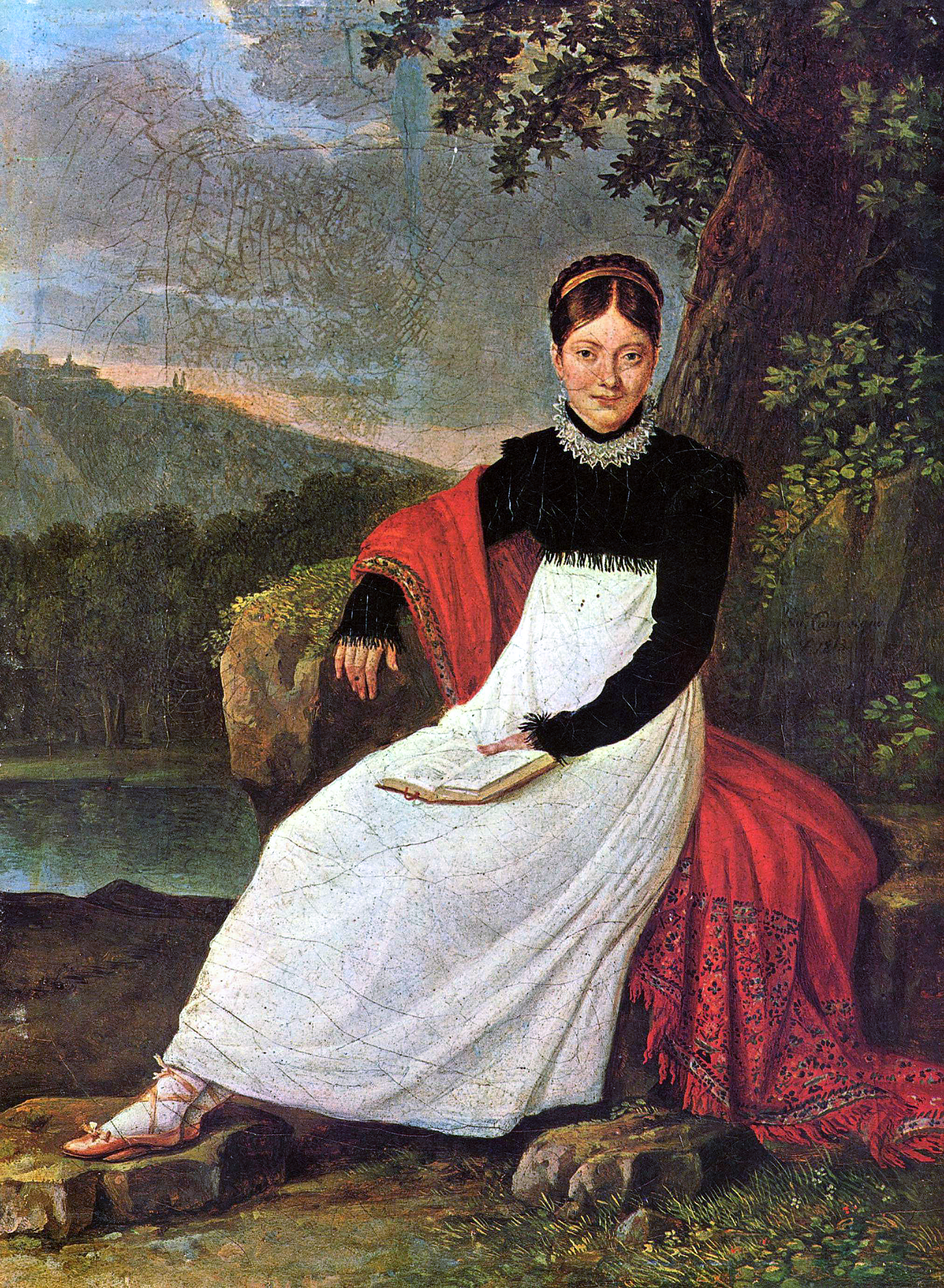
Carolina Bonaparte

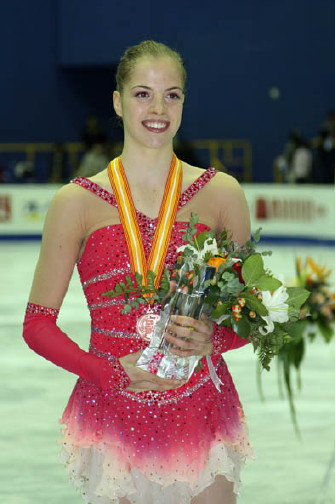
Carolina Kostner

- Carolina di Brandeburgo-Ansbach, regina d'Inghilterra Scozia e Irlanda
- Carolina di Brunswick, nobildonna tedesca, principessa del Galles
- Carolina Benvenga, attrice e conduttrice televisiva italiana
- Carolina Bonaparte, regina di Napoli e granduchessa di Berg e Clèves
- Carolina Crescentini, attrice italiana
- Carolina Di Domenico, conduttrice televisiva e attrice italiana
- Carolina Invernizio, scrittrice italiana
- Carolina Klüft, atleta svedese
- Carolina Kostner, pattinatrice artistica su ghiaccio italiana
- Carolina Morace, calciatrice, allenatrice e commentatrice sportiva italiana
- Carolina Rey, conduttrice televisiva e attrice italiana
- Carolina Rosati, ballerina italiana

### Variante Caroline
- Caroline Brunet, canoista canadese

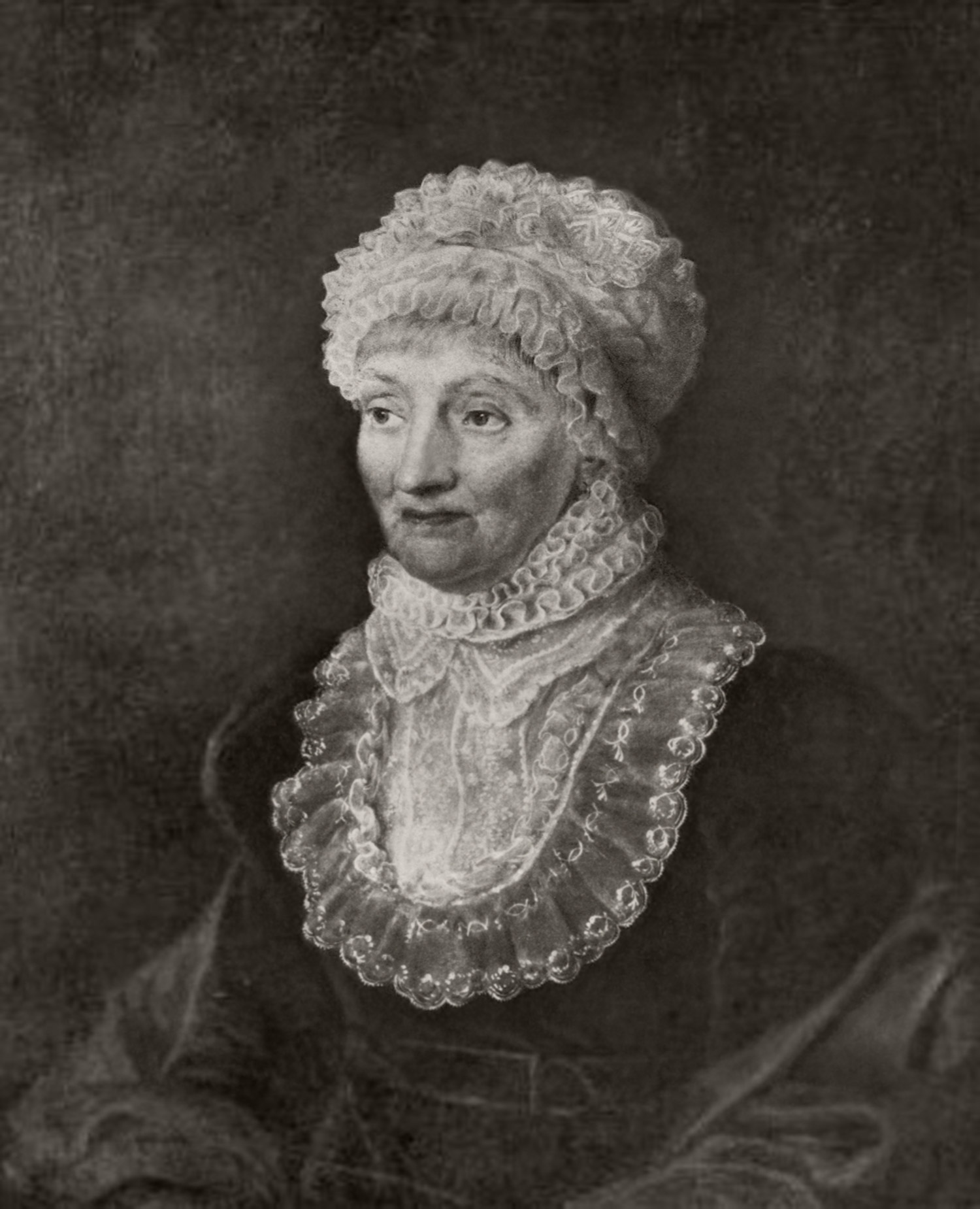
Caroline Lucretia Herschel

- Caroline Corr, batterista e compositrice irlandese
- Caroline Fourest, scrittrice, giornalista e femminista francese
- Caroline Larsson, cantante svedese
- Caroline Lucretia Herschel, astronoma, matematica e cantante lirica britannica
- Caroline Kennedy, avvocato e diplomatica statunitense
- Caroline Rhea, attrice e conduttrice televisiva canadese
- Caroline Wozniacki, tennista danese

### Variante Carolin
- Carolin Fernsebner, sciatrice alpina tedesca
- Carolin Golubytskyi, schermitrice tedesca
- Carolin Hingst, atleta tedesca
- Carolin Leonhardt, canoista tedesca
- Carolin van Bergen, attrice e doppiatrice tedesca

### Variante Carolyn
- Carolyn Carlson, danzatrice e coreografa statunitense
- Carolyn Hart, scrittrice statunitense
- Carolyn Hennesy, attrice statunitense
- Carolyn Hester, cantautrice statunitense
- Carolyn Jones, attrice statunitense
- Carolyn McCarthy, politica statunitense
- Carolyn Smith, ballerina e personaggio televisivo britannica naturalizzata italiana
- Carolyn Spellmann Shoemaker, astronoma statunitense
- Carolyn D. Wright, poetessa e accademica statunitense

### Variante Karolina

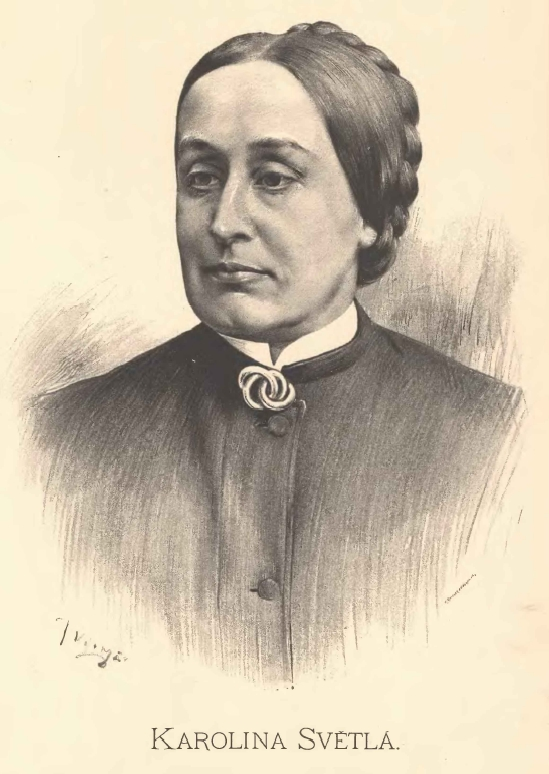
Karolina Světlá

- Karolina Andriette Ahlsell, madre di Alfred Nobel
- Karolina Gerhardinger, religiosa tedesca
- Karolina Gočeva, cantante macedone
- Karolina Kosek, pallavolista polacca
- Karolina Kózka, beata polacca
- Karolina Piotrkiewicz, cestista polacca naturalizzata francese
- Karolina Sevast'janova, ginnasta russa
- Karolina Šprem, tennista croata
- Karolina Světlá, scrittrice ceca
- Karolina Wydra, modella e attrice polacca naturalizzata statunitense

### Variante Carol

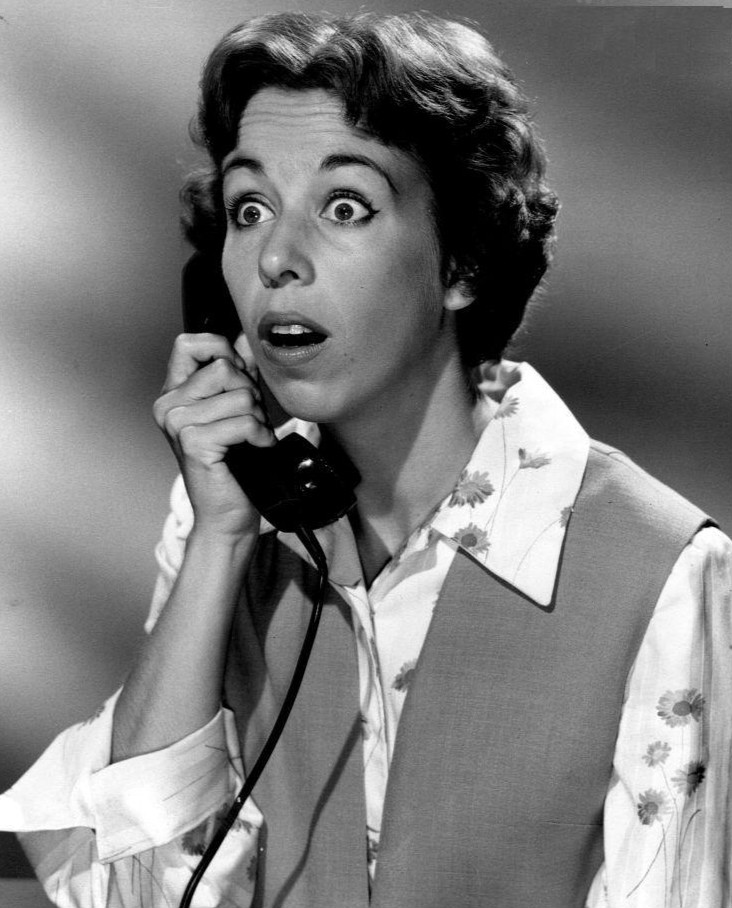
Carol Burnett

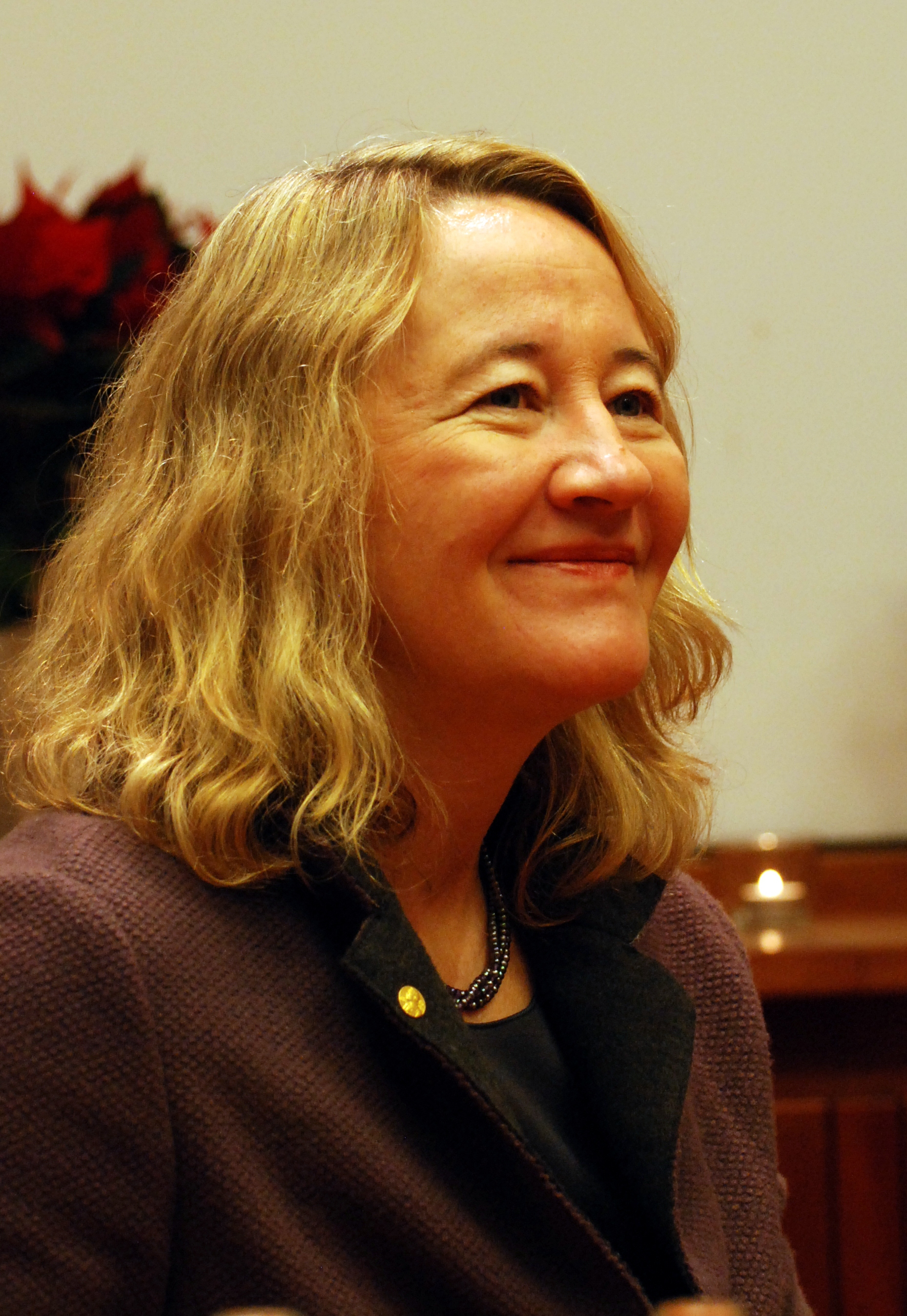
Carol W. Greider

- Carol Alt, supermodella e attrice statunitense
- Carol Bartz, dirigente d'azienda statunitense
- Carol Browner, politica, avvocato e ambientalista statunitense
- Carol Burnett, attrice, comica, cantante e autrice televisiva statunitense
- Carol Channing, attrice e cantante statunitense
- Carol Cleveland, attrice e comica statunitense naturalizzata britannica
- Carol Connors, ex pornoattrice statunitense
- Carol Dempster, attrice statunitense
- Carol Ann Duffy, poetessa e drammaturga britannica
- Carol Gilligan, psicologa statunitense
- Carol W. Greider, biologa statunitense
- Carol Heiss, pattinatrice artistica su ghiaccio e attrice statunitense
- Carol M. Highsmith, fotografa statunitense
- Carol Kane, attrice statunitense
- Carol Lynley, attrice statunitense
- Carol Mendelsohn, autrice televisiva statunitense
- Carol Moseley Braun, politica e diplomatica statunitense
- Carol O'Connell, scrittrice statunitense
- Carol Ohmart, attrice e modella statunitense
- Carol Rosin, scienziata statunitense
- Carol Shea-Porter, politica statunitense
- Carol Thatcher, giornalista e scrittrice britannica
- Carol Vaness, soprano statunitense

### Altre varianti
- Karoline Herfurth, attrice tedesca
- Karolína Kurková, supermodella ceca
- Karolína Plíšková, tennista ceca
- Karoline von Fuchs-Mollard, istitutrice di Maria Teresa d'Austria
- Karoline von Manderscheid-Blankenheim, moglie di Luigi I del Liechtenstein

## Il nome nelle arti
- Una donna di nome Carolina (Carulì nel testo in dialetto) è citata in Palomma 'e notte, una canzone classica napoletana, così come nel brano Marechiare.
- Carolina è un personaggio della serie manga e anime Mirmo!!.
- Carolina è un personaggio della serie televisiva Mario.
- Carol Danvers è un personaggio dei fumetti Marvel.
- Carol Ferris è un personaggio dei fumetti DC Comics.
- Caroline Forbes è un personaggio della serie televisiva The Vampire Diaries.
- Carol Hathaway è un personaggio della serie televisiva E.R. - Medici in prima linea.